# 南昆杜鹃
南昆杜鹃（学名：Rhododendron naamkwanense）为杜鹃花科杜鹃花属下的一个种。

## 扩展阅读
- 維基物種上的相關：南昆杜鹃